# 1887 în literatură
- 1886 în literatură — 1887 în literatură — 1888 în literatură

Anul 1887 în literatură a implicat o serie de evenimente și cărți noi semnificative.

## Cărți noi
- Mary Elizabeth Braddon - Cut by the County
- Hall Caine - The Deemster
- Marie Corelli - Thelma
- F. Marion Crawford - Saracinesca
- Anna Bowman Dodd - The Republic of the Future
- Arthur Conan Doyle - A Study in Scarlet (Un studiu în roșu)
- Benito Pérez Galdós - Fortunata y Jacinta
- Enrique Gaspar - El anacronópete, prima operă de ficțiune care prezintă o mașină a timpului[1]
- H. Rider Haggard - Allan Quatermain
  - Jess
  - She
- Thomas Hardy - The Woodlanders
- W. H. Hudson - A Crystal Age
- Joris-Karl Huysmans - En rade
- Paolo Mantegazza - Testa
- Appu Nedungadi - Kundalatha
- José Rizal - Noli Me Tangere
- Futabatei Shimei - The Drifting Cloud
- August Strindberg - Hemsöborna
- Jules Verne
  - Drumul Franței
  - Nord contra Sud
- Emile Zola - La Terre

## Poezie
- Rubén Darío publică volumul Mărăcini („Abrojos”);